# Dorfkirche Schmieden

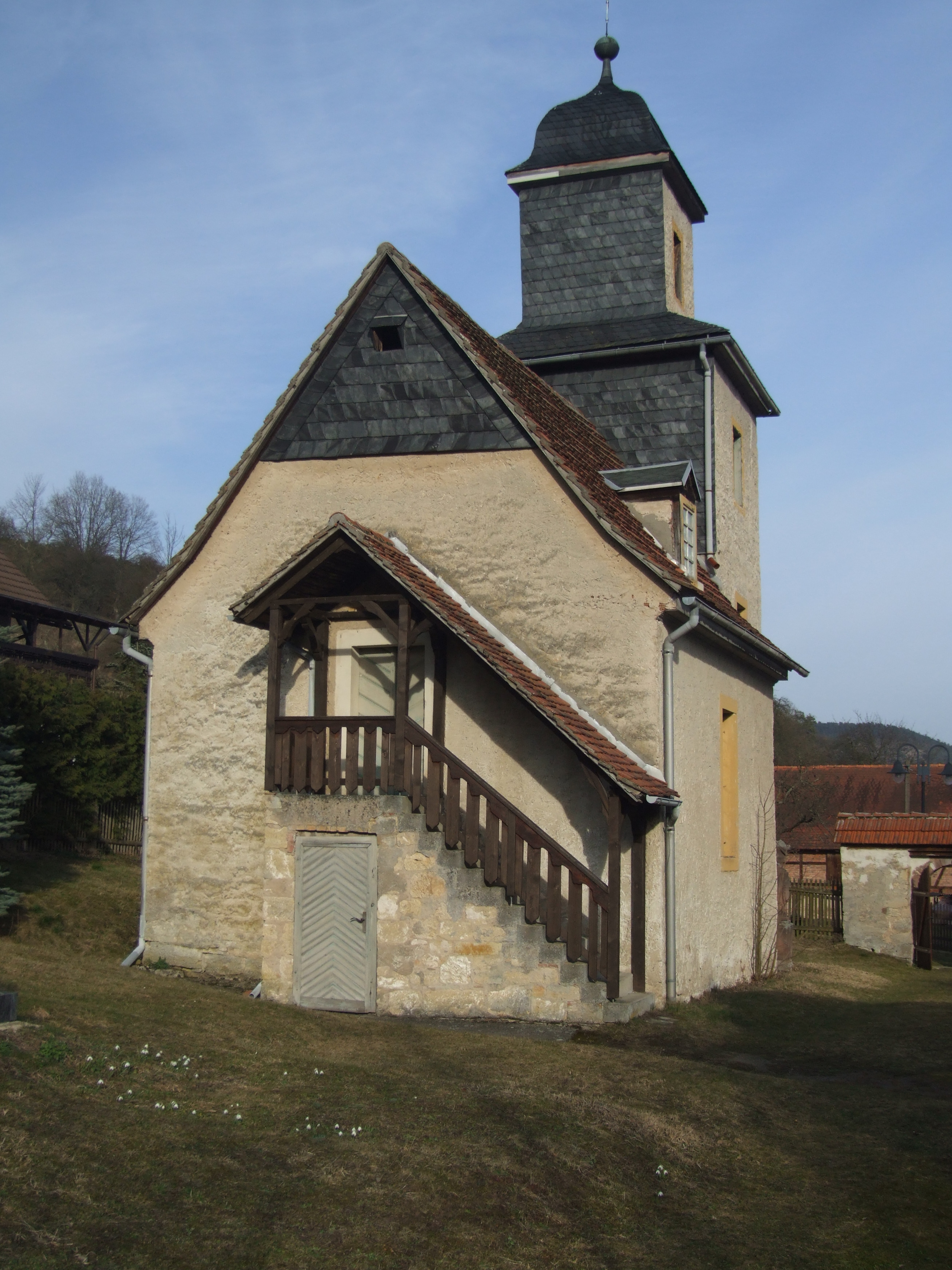
Die Kirche

Die evangelische Dorfkirche Schmieden steht im Ortsteil Schmieden der Gemeinde Uhlstädt-Kirchhasel im Landkreis Saalfeld-Rudolstadt in Thüringen. 

## Geschichte
Die im 12. Jahrhundert erbaute Dorfkirche befindet sich auf dem Friedhof. Der Friedhof ist über ein rundbogiges Tor zugänglich. Die Kirche ist ein Saalbau mit anschließendem Altarraum. 
Zeugnisse des Mittelalters sind das als Bekrönung auf dem Altar angebrachte Kruzifix und die vier Altarfiguren Maria, Bonifatius, Georg und eine weibliche Figur. 
Eine unleserliche Kartusche auf der Turmseite berichtet über Baumaßnahmen im Jahr 1734, ebenso Jahreszahlen auf der Wetterfahne sowie der Unterseite des Kanzelpultes. In diesem Jahr wurde die Kirche innen und außen barock überformt: Rechteckige Fenster am Kirchenschiff wurden eingebaut, ebenso die gewölbte Deckentonne, eine flache Bretterdecke im Altarraum, die Emporen und die Kanzelwand. Der Turm erhielt eine Laterne mit Schweifkuppel als Helm. Er trägt die beiden Kirchenglocken von 1506 und 1983.
1708 erhielt das Kirchenschiff einen geschnitzten Blumenkranz für die Liedertafel. Das Kunstwerk Steintafel wurde 1682 von Superintendent Heinrich Lober und  Anna Lobern mit folgender Inschrift gestiftet: „Wer da glaubet und getauft wirt, der wirt selig, wer aber nicht glaubet, der wirt verd.(ammt werden)“
1887 baute Hoforgelbauer Adam Eifert aus Stadtilm die Orgel ein; im gleichen Jahr wurde der Innenraum renoviert.